# Records management
Records management is het identificeren, klasseren, archiveren, bewaren en soms vernietigen van records. Er is een Internationale Standaard over records management: ISO 15489. Deze definieert records management als “het deel van het management dat verantwoordelijk is voor de efficiënte en systematische controle over het aanmaken, ontvangen, onderhoud, gebruik en beschikbaarheid van records, met inbegrip van het proces van het bemachtigen en in stand houden van bewijs en informatie over bedrijfsactiviteiten en transacties onder de vorm van records”.
De ISO omschrijft records als informatie die gemaakt, ontvangen, en onderhouden wordt als bewijs en informatie door een organisatie of persoon, door het nastreven van legale verplichtingen of in de transacties van bedrijven. Het Comité van Electronische Documenten van de Internationale Archiefraad omschrijft een record als een specifiek stuk van geregistreerde informatie die aangemaakt, verzameld of ontvangen wordt voor het beginnen, voortzetten of vervolledigen van een activiteit en dat voldoende inhoud, context en structuur bevat om als bewijs of legitimering te dienen voor die activiteit. Hoewel er in de praktijk overeenkomsten zijn tussen een document en een record, kan een record worden gedefinieerd als een document dat doelbewust wordt bewaard  als een bewijs van een gebeurtenis of activiteit. Geboortebewijzen, medische röntgenfoto's, ambtelijke documenten, databases en e-mail zijn allemaal voorbeelden van records.